# Obere Marktstraße 2 (Bad Kissingen)

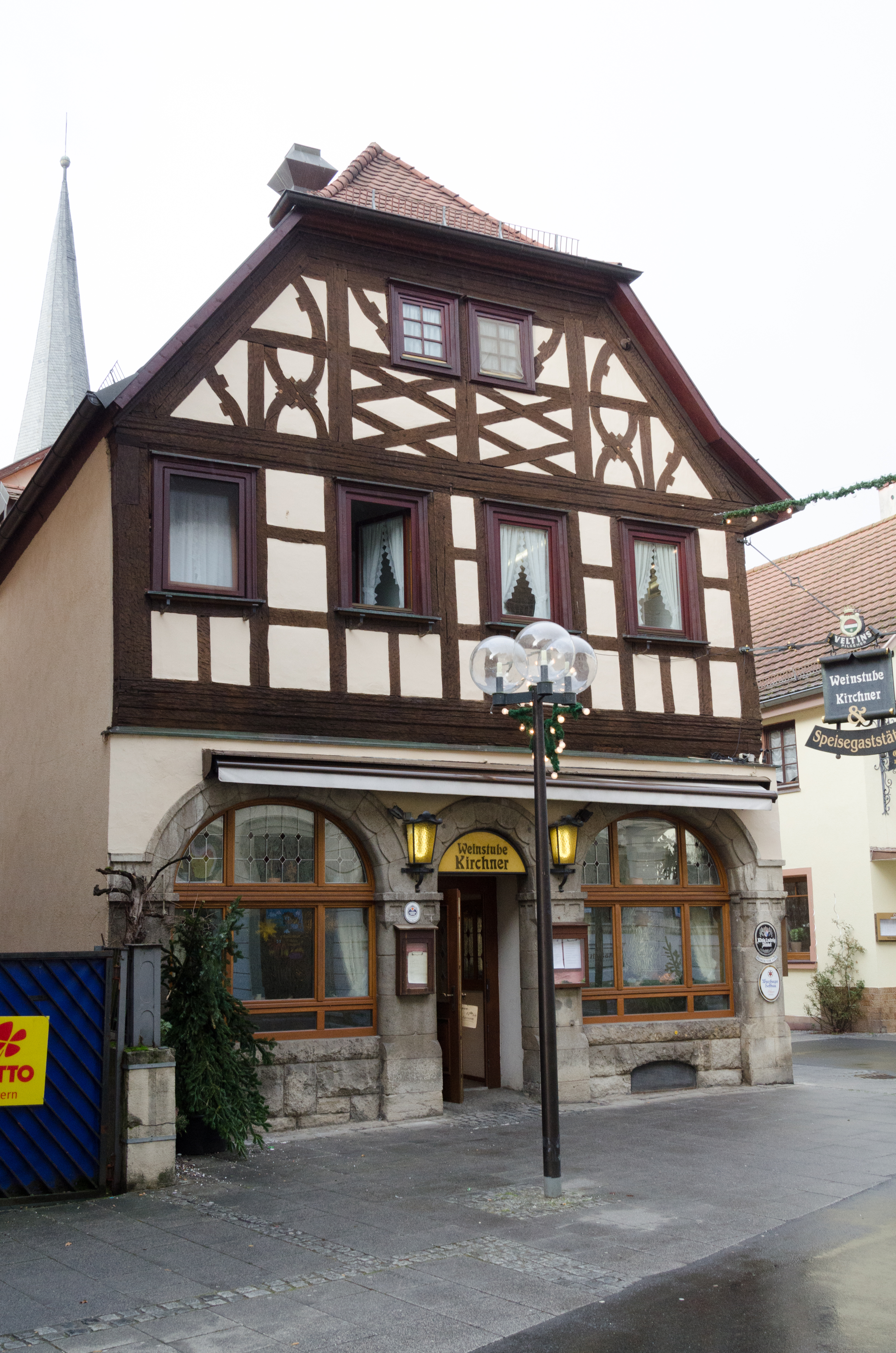
Obere Marktstraße 2

Das Gebäude Obere Marktstraße 2 in Bad Kissingen, der Großen Kreisstadt des unterfränkischen Landkreises Bad Kissingen, gehört zu den Bad Kissinger Baudenkmälern und ist unter der Nummer D-6-72-114-71 in der Bayerischen Denkmalliste registriert.

## Geschichte
Der Halbwalmdachbau entstand in seiner Substanz um das Jahr 1700. Die noch vorhandenen Fachwerk-Zierformen im Giebeltrapez und an der zur Schulgasse gerichteten Traufseite verweisen auf diese Zeit.
Das ursprünglich verputzte, konstruktive Fachwerk an der Giebelseite des Obergeschosses stammt aus dem frühen 19. Jahrhundert.
Im Jahr 1905 wurde das Erdgeschoss durch den Bad Kissinger Architekten Carl Krampf umgestaltet. Elemente dieses Umbaus sind die großen Haustein-Arkadenöffnungen in Jugendstilformen.
In dem Anwesen ist eine Weinstube untergebracht.